# Grebatorice (2003.)
Grebatorice, američki crnohumorni film iz 2003. U ovom filmu, dva prevaranta Cal i Lenny odluče se oženiti postarijim damama i ubiti ih kako bi se domogli novca, ali dame planiraju isto učiniti s njima, što dovodi do niza smiješnih situacija.

## Radnja
Dva prevaranta Cal i Lenny željni su živjeti "američki san": novac, seks i ljubav. Nakon dugog vremena teškog rada, odluče se baviti kriminalom i obogatiti se. Pokušaju izvesti nekoliko zločina i svakog puta završe u zatvoru. Posljednji zločin bio je pokušaj pljačke dviju dama, koje su bile iživcirane jer im njihov ujak, domoljubni general iz Drugog svjetskog rata, ne želi posuditi novac iako im je hitno potreban. Dvije dame, Betty i Doris, odluče iskoristiti Cala i Lennyja, oženiti ih, ubiti i naslijediti njihov novac, jer greškom pomisle da su bogati. Međutim, Cal i Lenny odluče učiniti isto s njima.
Cal i Lenny odlaze u njihovu veliku kuću, upoznaju se i odluče vjenčati. Calu je dosta starica, želi novac i bujne plavuše, a i Betty bi htjela novac. Međutim, nijedna strana ga nema. Prvi pokušaj ubojstva je Bettyno trovanje limunade koju popije Kinez; Calove spletke s tušem ubiju vodoinstalatera; Bettyna zmija ubije susjeda. U istom trenutku svi četvero svezanih očiju pucaju, ali na isti krevet, pa se njihove namjere razotkrivaju. Lenny i Doris se pomire, ali Betty i Cal se posvađaju.
Otkriva se da Betty i Doris nemaju novca, pa Cal smisli plan kako da provale u sef. Uz teške muke i ujakovu smrt plan uspije, te se svi obogate. Lenny i Doris se vjenčaju, Cal provodi život sa 6 milijuna dolara i bujnim plavušama, a Betty je u vezi s nekim crncem. Film završava Calovim zaključkom da se zločin u njegovu slučaju isplati.

## Uloge
- Will Friedle kao Calvin "Cal" Menhoffer
- Chris Owen kao Leonard "Lenny" Smallwood
- Renèe Taylor kao Betty Mundt
- Louise Lasser kao Doris Mundt
- Nikki Ziering kao Charlene
- Rudy de Luca kao Walt Mundt
- Jack Ong kao g. Woo
- J. J. Cole kao svećenik
- Carmen Twillie kao pjevačica gospela
- Gabriel Bologna kao zatvorski stražar